# Synagoga w Opawie
Synagoga w Opawie (cz. Synagoga v Opavě) – nieistniejąca synagoga w Opawie w Czechach przy ulicy Na Rybníčku nr 4.
Synagoga została zbudowana w latach 1895–1896, według projektu ołomunieckiego architekta Jakoba Gartnera. Inwestycję realizował budowniczy Josef Hruschka. Synagoga została zbudowana w stylu mauretańskim i była
bliźniaczym budynkiem synagogi ołomunieckiej.
Podczas nocy kryształowej z 9 na 10 listopada 1938 roku, bojówki hitlerowskie spaliły synagogę. Po zakończeniu II wojny światowej nie została odbudowana.